# Pseudopanurgus compositarum
Pseudopanurgus compositarum är en biart som först beskrevs av Robertson 1893.  Pseudopanurgus compositarum ingår i släktet Pseudopanurgus och familjen grävbin. Inga underarter finns listade i Catalogue of Life.